# Aramejsko-sirjačka zastava
Aramejska zastava ili sirjačko-aramejska zastava je narodna zastava dizajnirana za Aramejce. Usvojena je 1980. godine i usvojio ju je aramejski list Bahro Suryoyo sirjačkog saveza u Švedskoj (Syrianska Riksförbundet). Namjera je predstavljati njihov narod i domovinu kao i aramejsko iseljeništvo. Dizajn je zasnovan na simbolu krilatog Sunca, zamijeniviš Sunce bakljom, simbolizirajući Duha Svetog u kršćanstvu.
Dizajn je posebice zasnovan na reljefu koji prikazuje Gilgameša između dvojice ljudi-bikova koji nose krilati sunčev disk, a koji je iskopao francuski semitolog André Dupont-Sommer (1900. – 1983.) u Tell Halafu bivšoj aramejskoj gradu-državi Bit Bahianiju, danas smještenom u sirijskom guverneratu Al Hasakahu. Crvena pozadina izabrana je radi predstavljanja prolivene krvi u aramejskom genocidu. Žuta predstavlja nadu.
Namjera je predstaviti "aramejski (sirjački) narod u aramejskoj domovini i aramejskom iseljeništvu". Aramejsku zastavu zastupa mnogo sirjačkih kršćana, osobito vjernici Sirjačke pravoslavne Crkve i Sirjačke katoličke Crkve.

## Galerija
- Aramejska zastava, usvojena 1980.[6]
- Asirska zastava, usvojena 1968.[7]
- Kaldejska zastava, usvojena kasne 1999.[8]
- Zastava Gozarta kojom se služi Sirjačko vojno vijeće, koje predstavlja Sirjake i Asirce u dijeli sjeverne Sirije Rojavi koju nadziru Sirijske demokratske snage[9]